# Glodeni, Moldova
Glodeni (în rusă Глодяны, transliterat: Glodeanî) este un oraș din Republica Moldova, reședința raionului Glodeni.

## Etimologie
Denumirea orașului provine de la hidronimul românesc „glod” + sufixul „-eni”, care își are proveniența în aspectele geografice ale regiunii mlăștinoase și plină de bălți de-a lungul râulețului ce curge pe aici, care din cauza secetelor se transforma într-o zonă de baltă. De aici apare și originea denumirii râul Glodeanca. Proveniența cuvântul glod în limba română este incertă, cel mai probabil este un împrumut din limba maghiară - galád („noroi”).
De fapt, toponimul Glodeni este larg răspândit în spațiul românesc, localități cu denumiri identice întâlnindu-se în județele Dâmbovița, Gorj, Mureș, Vaslui. Se estimează că în perioada medievală pe cuprinsul Țării Moldovei au existat aproximativ 12 topice cu nume Glodeni amplasate în ținuturile Suceava, Iași, Neamț, Cârligăturii, Vasluiului ceea ce complică identificarea localității actuale în actele vechi.

## Geografie

### Așezare
Glodeni este situat în nord-vestul Republicii Moldova, la 168 km de capitală, la 31 km spre vest de orașul Bălți și la 36 km de calea ferată Bălți, între orașele Râșcani și Fălești. Suprafața totală a orașului este 4,64 km2.

## Istorie

### Atestare
Orașul Glodeni a fost înființat, probabil, la mijlocul sec. XVII, iar prima atestare scrisă datează din anul 1668, într-un document în care urmașii lui Toma Cantacuzino vornicul își împart moșia tatălui lor, iar Glodenii de peste Prut din ținutul Iași i-a revenit lui Ștefan paharnic:
„Adică eu, Solomon Bârlădeanul mare logofăt, și Miron Costin mare vornic al Țării de Jos, și Vasile mare vornic la Țării de Sus, și Necula Racoviță hatman și pârcălab al Sucevei, și Stamate mare postelnic, și Toderașcu Iordachi, și Apostol mare păharnic, Alexandru mare pitar, Lupașcu mare șătrar, și Alexandros Ramandi mare ușer, Contăș al treilea logofăt, și Toader Vetreș, și Gherghel și Silion vornicii de poartă. Scriem și dăm știre cum că au venit înaintea noastră dumnealor Velicico Costin și giupâneasa lui, Catrina, fata Tomii vornicul, și Ion Racoviță păharnicul și giupâneasa lui, Nastasia, fata Tomii vornicul, și Ștefan păharnicul, ficiorul Tomii vornicul, după tocmeala ce s-au fost tocmit al doilea rându, de a lor bună voie, de nimeni siliți, nici asupriți, și-au împărțit ei toate ocinile și viile care au avut ei împreună despre părinții lor, Toma vornicul și ...
...

Iar în partea dumisale lui Ștefan păharnicul s-au venit: Budeștii, sat întreg, cu heleșteu și cu casă, pre Valea Neagră, la ținutul Neamțului, și Băltenii, sat întreg cu mori în Bârlad, la ținutul Vasluiului, și … Glodenii, cu Cucuiații, lângă Hăjdeiani, la ținutul Iașilor, ...
...
 
Iară pentru credința, și dumnealor singuri au iscălit și noi toți boiarii, depreună.
Și eu, Pascal Corlat ficiorul lui Corlat uricariul, am scris acestu adevărat zapis ca să se știe.
Iași, 1668 (7176) iunie, 30 zile”

### În componența Țării Moldovei
Conform Dicționarul statistic publicat în 1923 (fără a prezenta dovezi) scrie că primul locuitor menționat documentar al satului Glodeni ar fi Gosan, familia căruia la sfârșitul secolului XVIII - începutul secolului XIX a plecat din sat în căutarea a noi pământuri în Rusia și Crimeea. La început satul a fost amplasat pe malul stâng al râulețului Glodeanca. Alături de acesta trecea un drum, numit turceasca. Și acum pe malul râulețului de-a lungul drumului se află câteva fântâni din lemn, numite și până astăzi de localnici, fântâni turcești.
Întrucât pământurile proprietarilor creșteau cu fiecare an, creștea și necesitatea de forță de muncă. Ei aduceau țărani de pe alte moșii. Satul creștea. Proprietarii dădeau pentru așezare malul drept al râului Glodeanca, aici pământurile erau mai bune.
Țăranii din sat în sec. XVIII lucrau la proprietar câte 4, 5 zile pe săptămână. Casele, în care ei locuiau, erau împletite din nuiele și tencuite cu lut, acoperite cu paie sau cu stuf, ferestrele în casă erau mici, în case nu erau hornuri și fumul ieșea direct prin acoperișuri. Drept sursă de lumină serveau candelele sau o farfurioară din lut umplută cu ulei și un fitil. Străzile satului vechi Glodeni erau înguste, curbe, deseori spre case duceau niște cărări. Țăranii își îngrădeau pământurile cu șanțuri. Străzile nu erau pavate, glodul în perioadele de toamnă și primăvară astupau roțile, iar vara praful orbea ochii.
Din cauza că râulețul Glodeanca primăvara se revărsa se făcea foarte dificil de a trece de pe un mal pre altul. Țăranii construiau terasamente, le uneau cu poduri înguste din lemn, acoperite cu paie sau bălegar.
Odată cu creșterea populației, la începutul secolului al XVIII-lea, a fost construită o mică biserică din lemn, care a ars în anul 1802. În locul acestei biserici, în anul 1895, a fost construită una din piatră cu cupole din lemn. Cupolele erau descrise cu inscripții pe pereți și pod, ramele icoanelor erau aurite.
La recensământul din anul 1772, organizat de administrația de ocupație rusă, a înregistrat în satul Glodeni din ținutul Iași, ocolul Ciuhurului, 55 de gospodării, dintre care 4 a duhovnicilor, 42 a moldovenilor răzeși și 3 ale scutelnicilor. Proprietar al ocinei locale este indicat Ilie Tomița.
La sfârșitul sec. XVIII, din cauza taxelor crescute, țăranii se pribegeau pe alte moșii. O parte de țărani au plecat în satul Cajba, unde în afară de pământurile proprietarului Vasilii Frangopolo erau și cele ale călugărilor grecești din regiunea muntelui Atos. Călugării dădeau aceste pământuri țăranilor în arendă. Până în prezent în satul Cajba trăiesc persoane ale cărora origine se trage din satul Glodeni cu familia de Baznat, Buza ș.a. Strada unde s-au amplasat cei din Glodeni se numește „mahalaua Glodenească”.
În anul 1788 a fost construită o bisericuță din piatră și lemn, ornamentată și cu cărți religioase îndestul, fiind supusă Episcopiei Hușilor.
Datele de la 1803, arată în Glodeni, din ocolul Ciuhurului de Jos, ținutul Iași, 91 de gospodării birnice, care plăteau anul 1248 lei. Moșia aparținea stolnicului Tănase Gosan și pitarului Manolache Calmuțchi, bogat în vite și pajiști, loc îndestulat.

### Perioada țaristă
După anexarea ținuturilor dintre Prut și Nistru de către Imperiul Rus, unele familii de țărani au plecat în Crimeea la pământuri noi, unde conducerea țaristă le facilita sosirea în aceste regiuni. 
În prima jumătate a sec. XIX, proprietari ai satului erau moșierii Monolachi Andrieș, iar mai târziu fiul său Ioan Andriaș cu porecla Iancu Cuteanu (din cartea statistică-bisericească). Proprietarul Monolachi Andrieș și fiul său au intensificat exploatarea țăranilor. Din venit ei construiau case luxoase, trăiau bogat, se duceau peste hotare și în marele orașe ale Rusiei, duceau o viață fără griji. Pe când țăranul pentru a-și construi o căsuță trebuia să lucreze toată viața. Odată cu eliberarea de sub robie (înc. sec. XIX) țăranii, inclusiv cei din satul Glodeni, au primit toate posibilitățile de a-și construi o viața mai bună.
În secolul XIX era centrul volostului cu același nume.
În 1902, satul Glodeni așezat în valea Iazul-lui-Calmuțki, între satele Dușmani și Huzumănești, centrul volostul Glodeni, avea 288 case, cu o populație de 2703 suflete. Țăranii posedă pământ de împroprietărire 626 desetine; proprietarii: d-nii Kiriac și Nicolae Leonard, 3026 desetine; familia Stârcea, 1217 desetine. Sunt vii și livezi.
După evenimentele politico-sociale din anul 1917 în Imperiul Rus, la 2 decembrie 1917 este constituită Republica Democratică Moldovenească care își declară independența la față de Rusia la 24 ianuarie 1918. Pe fundalul instabilității din regiune, în data de 3 martie 1918 zemstva județului Bălți se declară în favoarea unirii cu România. Ulterior, la 27 martie 1918 Sfatul Țării votează și proclamă Unirea Basarabiei cu România.

### În componența României Mari
Anuarul Eparhiei Chișinăului din 1922, atestă în Glodeni Biserica Sfântul Arhanghel Mihai, construită din lemn în 1895, 430 de gospodării de naționalitate români moldoveni.  Serviciul sacru la biserică îndeplinea Gheroghe Gheorghianov, de 54 ani, absolvent la seminarului teologic, în serviciu pe loc de la 1900. Cântăreț era Petre Mârzencu, de 24 ani, absolvent al școlii de cântăreți, în serviciu pe loc din 1921.
Însemnările statistice din 1923 atestă pe moșia Glodeniului dealurile Ponorul Vechi și Buihacii Noi, iazuri – Dalneaia, de Mijloc, Odaia, Hârtop, pârâul Glodeanca. În aceleași sunt consemnate 387 de gospodării locuite, 227 bărbați și 332 femei, total – 569 locuitori (cu cătunele Glodenii Noi și Elisavetovca). Numărul de locuitor pare a fi greșit, fiind net inferior față de datele din anii 1902 și 1924. Astfel, Anuarul din 1924 indică în total 3.300 pentru Glodenii Vechi și Glodenii Noi. 
În primii ani de după unire, se păstrează organizarea administrativă moștenită din perioada țaristă, Glodeniul (care includea Glodenii Noi și Elizavetovca) fiind reședință de voloste și sediul subprefecturii. De asemenea, în localitate funcționa judecătorie rurală de ocol, circumscripție de percepție fiscală, poștă a zemstvei (6 cai și 2 trăsuri), telegraf, telefon, primărie locală. Funcția de primar era deținută de Pântia Vasile, notar - Popovici Pancrati.
În domeniul comerțului funcționau 13 cârciumi și se organiza în fiecare zi de duminică târgul săptămânal. Servicii financiare erau oferite de o bancă populară – Cooperativa de credit din Glodenii Vechi cu capital de 364.396 lei (președinte Ion Eladi) și Societatea de consum cu capital de 80.206 lei (președinte Crociachevici L.). Viața economică a Glodeniului era reprezentată de o moară de aburi, 2 mori de vânt, 1 stațiune de montă, un mic restaurant (birt) și mici meșteșugari: 5 cizmari, 3 croitori, 2 ateliere de modă, 1 mecanic, 5 tâmplari, cooperativă agricolă „Speranța Plugarului”, gradină de zarzavat, cooperativă de consum „Vrednicia”.
Educația din acea perioadă era asigurată de 1 grădiniță de copii, 2 școli primare mixte (de fete și băieți), 1 școală secundară. Învățător era Petre Slabaru, învățătoare - Alexandra Culcinscaia și Natalia Ștefărța. 
Structura etnică a populației, 1930
     Români (35,9%)
     Ruși (28,4%)
     Ucraineni (23,4%)
     Evrei (7,4%)
     Polonezi (3,7%)
     Alte etnii (1,2%)
În anul 1925 este aprobată Legea pentru unificarea administrativă a României, în baza căreia Glodeniul formează o comună rurală cu o singură localitate, fiind reședința plășii Glodeni în cadrul județului Bălți.
În 1929 are loc reforma administrativă în urma căreia Plasa Glodeni este desființată și localitățile sunt distribuite plășilor Râșcani și Fălești.
La recensământul general al populației din 1930, în Glodeni au fost numărați 2860 oameni, inclusiv 1029 români, 19 germani, 814 ruși, 672 ucraineni, 107 polonezi, 212 evrei, 1 turc și 6 persoane de alte etnie. Limba română în calitate de limbă maternă a fost indicată de 1040 persoane, limba germană – 1 persoană, limba rusă – 743 pers., limba ucraineană – 814 pers., limba poloneză – 42 pers., limba idiș – 214 pers., limba turcă – 1 pers. și 5 persoane au indicat o altă limbă.
La mijlocul perioadei interbelice în Glodeni funcționau primărie, percepție fiscală, Judecătorie de Ocol, Tribunal la Bălți, servicii judiciare erau oferite oferite de 2 avocați (Mândrescu Gh., Strat A. Gb.). Activitatea economică era reprezentată de 10 băcănii, 4 cârciumi, 2 brutari, 3 restaurante, 3 mori, 1 fabrică de apa gazată, Banca Populară „Înfrățirea”, Cooperativa de Consum „Vrednicia”. Locuitorii erau deserviți de 4 cizmari, 2 dogari, 3 fierari, 1 fotograf, 2 frizeri, 1 drogherie, 1 grădinari, 8 măcelarii, 1 rotar, 1 sobar, și 4 tâmplari. În sfera medicală activau 1 medic, 1 moașă și 1 farmacie. 
Populația era preponderent în agricultură și comerțul cu vite, oi, porcine, floarea soarelui, în fiecare care zi de miercuri se organiza târg săptămânal de vite săptămânal. Printre marii deținători de terenuri agricole se număra Ponset Mihail care avea 200 ha.
La 1931, Glodeni este reședința comunei rurale care era alcătuită din satele: Camencuța, Danul-Nou, Danuț-Vechi, Niculeni, Petrunea, Soroceni, Stârcea și aparținea plășii Râșcani, județul Bălți.
În 1938 plasa Glodeni este restabilită în componența aceluiași județ. Tot atunci este introdusă o nouă unitate administrativ teritorială - ținutul, alcătuit din mai multe județe. Județul Bălți, inclusiv și Glodeni, a fost inclus în ținutul Prut, cu capitala la Iași.

### Perioada sovietică
Structura etnică a populației, 1989
     Moldoveni/Români (52,5%)
     Ruși (33,1%)
     Ucraineni (11,9%)
     Alte etnii (2,5%)
În a doua jumătate a sec. XX se profilează aspectul industrial al orașului, când apar mai multe fabrici și uzine, cum ar fi fabrica specializată în producerea uleiurilor eterice, fabrica de conserve și fabrica de zahăr.
În anul 1973, la 300 ani de la înființarea Glodenilor, a fost lansată Stema orașului, ea reprezintă un scut cu culorile tradiționale ale heraldicii moldovenești – albastru, galben și roșu, pe care sunt amplasate elementele de bază, relevante localității. În anul 1985 Glodeni s-a înfrățit cu orașul Șarhorod din Ucraina, iar în 1990 cu orașul Botoșani din România, cu care menține relații culturale.
Conform ultimului recensământ sovietic din anul 1989, populația orășelului Glodeni constituia 13035 oameni, inclusiv români și moldoveni - 6848 persoane, ucraineni - 4311 pers., ruși - 1564 pers., găgăuzi - 19 pers., bulgari - 26 pers. și 267 locuitori de altă etnie.

### În Moldova independentă
În prezent, orașul, împreună cu întreg raionul Glodeni, se integrează în programul de creare a Euroregiunii „Prutul de sus”.

## Simboluri
Inițiativa creării stemei și drapelului se datorează unor glodeneni plecați de la vatră, dar care au păstrat interesul fată de locul de origine – Vitali Șubernețki din Moscova, doctor în istorie și economie, și Piotr Balobin din Chișinău, matematician, economist, jurist. Datorită aportului lor, în anul 2018 au fost aprobate stema și drapelul orașului Glodeni.

### Stemă
Stema orașului Glodeni prezintă următoarea blazonare: în câmp de azur, sabia de foc a Sfântului Arhanghel Mihail, răsturnată, de aur, flancată de două aripi de înger, de argint. Talpă ondulată și fasciată ondulat de șase piese, de argint și negru, încărcată cu o roză heraldică broșând, roșie, garnisită cu buton și sepale de aur. Scutul este timbrat de o coroană murală de aur cu trei turnuri.
Aripile de înger în argint îl înfățișează pe Sfântului Arhanghel Mihail cu referire la hramul orașului, iar fundalul în albastru sugerează cerul.
Talpa scutului apare în calitate de arme grăitoare și reprezintă elementul cel mai individualizator pentru stemă. Roza heraldică amintește de plantație de trandafiri din preajma orașului, care a existat până la sfârșitul secolului al XX-lea și unde astăzi se află strada Trandafirilor, dar mai ales de fosta Fabrică de uleiuri eterice din Glodeni.

### Drapel
Drapelul reprezintă o pânză rectangulară (2:3) albastră, purtând în mijloc sabia de foc a Sfântului Arhanghel Mihail, răsturnată, galbenă, flancată de două aripi de înger, albe.

### Imn
Imnul este o compoziție muzicală intitulată „Vechi ținut pe vatra țării”. Melodia imnului a fost compusă de Tudor Mânzatu, iar versurile de Vasile Guțuleac.
|  | Vechi ținut pe vatra țării Versuri: Vasile Guțuleac Muzica: Tudor Mînzatu Caut să găsesc cuvinte Ca să te cînt așa cum vrei- Vechi ținut pe vatra țării, Oraș cu numele Glodeni. Caut să găsesc icoana Ca să mă-nchin la-i tăi oșteni- Vechi ținut pe vatra țării, Oraș cu numele Glodeni. Caut să găsesc potcoava, Norocul pentru pămînteni- Vechi ținut pe vatra țării, Oraș cu numele Glodeni. Caut să găsesc izvorul Săpat de mosi pentru semeni- Vechi ținut pe vatra țării, Oraș cu numele Glodeni. Caut să găsesc sămînța De neam și devotați cîmpeni- Vechi ținut pe vatra țării, Oraș cu numele Glodeni. Caut să găsesc ofranda În lăcațul sfînt de lemn- Vechi ținut pe vatra țării, Oraș cu numele Glodeni. În sfîrșit găsesc esența Scrisă-n hristov de moldoveni: „LEAT-UNU ȘASE ȘAPTE TREI”- Vechi ținut pe vatra țării, Oraș cu numele Glodeni. |

## Demografie
Componența confesională a orașului Glodeni
     Ortodocși (91%)
     Catolici (2,1%)
     Martori ai lui Iehova (1,2%)
     Evanghelici baptiști (0,4%)
     Adventiști de Ziua a șaptea (0,3%)
     Alte religii (0,4%)
     Nedeclarată (4,5%)
     Atei (0,1%)
Populația orășelului număra la ultimul recensământ din 2004 10.464 de locuitori. La recensământul din 1989 orașul avea 13.200 de locuitori. Statisticile indică pentru anul 2006 9.822 de locuitori.
În cadrul recensământului din 2014, 7.896 locuitori s-au identificat ortodocși, 182 - catolici, 106 - martorii lui Iehova, 33 - evanghelici baptiști, 24 - adventiști de Ziua a șaptea, 17 - pensticostali (Biserica lui Dumnezeu Apostolică), 9 - creștini după evanghelie, 10 persoane erau atei, nu și-a declarat religia - 391 persoane, altor culte aparțin 8 locuitori.
| An   | Populație |
| ---- | --------- |
| 1859 | 430       |
| 1870 | 393       |
| 1875 | 469       |
| 1897 | 1.003     |
| 1915 | 1.265     |
| 1924 | 2.180     |
| 1930 | 2.860     |
| 1941 | 3.250     |
| 1949 | 3.178     |
| 1970 | 6.766     |
| 1979 | 10.366    |
| 1989 | 13.180    |
| 2004 | 10.465    |
| 2014 | 7.896     |

### Structura etnică
Structura lingvistică a populației, 2014
     Limba română (58,9%)
     Limba rusă (36,8%)
     Limba ucraineană (2,9%)
     Alte limbă (1,4%)
Structura etnică a orașului conform recensămintelor populației din 2004 și 2014:
| Grup etnic         | 2004      | 2004     | 2014      | 2014     |
| Grup etnic         | Populație | Ponderea | Populație | Ponderea |
| ------------------ | --------- | -------- | --------- | -------- |
| Moldoveni / Români | 6.334     | 60,53%   | 5.959     | 68,68%   |
| Ucraineni          | 2.894     | 27,65%   | 1.759     | 20,27%   |
| Ruși               | 1.024     | 9,78%    | 649       | 7,48%    |
| Polonezi           | 43        | 0,41%    | N/A       | N/A      |
| Țigani             | 33        | 0,31%    | 43        | 0,49%    |
| Bulgari            | 24        | 0,23%    | 22        | 0,25%    |
| Găgăuzi            | 14        | 0,13%    | 15        | 0,17%    |
| Alții              | 99        |          | 229       |          |
| Total              | 10.465    | 100%     | 8.676     | 100%     |

## Economie
În economia locală a orașului Glodeni activează circa 600 agenți economici, dintre care marea majoritate au statut de persoane fizice. Principalii agenți economici din localitate și regiune sunt „Glodeni-Zahăr” S.A. cu capacitatea de prelucrare a 3.000 tone de sfeclă pe zi și „Fabrica de conserve Glodeni” S.A. cu capacitatea de producere a 56 mii unități convenționale de conserve. În afară de acești doi agenți, în economia locală activează întreprinderea de stat pentru silvicultură, întreprinderea „Glodeni-reparații”, combinatul de panificație, etc.
De asemenea în oraș există un hotel, 29 unități de comerț cu amănuntul, 2 piețe, 10 unități de deservire socială, 3 filiale ale băncilor comerciale, una a companiilor de asigurare și 5 centre de consultanță juridică.
Orașul Glodeni este un centru de prelucrare a producției agricole din raion. Regiunea este specializată în creșterea culturilor cerealiere, fructelor, legumelor, tutunului, sfeclei de zahăr.

## Administrație și politică
Primarul orașului Glodeni este Stela Onuțu (Partidul Nostru), realeasă în 2023.
Componența Consiliului local Glodeni (17 consilieri), ales la 5 noiembrie 2023, este următoarea:
|  | Partid                                        | Consilieri | Componență | Componență | Componență | Componență | Componență | Componență | Componență |
|  | --------------------------------------------- | ---------- | ---------- | ---------- | ---------- | ---------- | ---------- | ---------- | ---------- |
|  | Partidul Nostru                               | 7          |            |            |            |            |            |            |            |
|  | Partidul Socialiștilor din Republica Moldova  | 5          |            |            |            |            |            |            |            |
|  | Partidul Acțiune și Solidaritate              | 2          |            |            |            |            |            |            |            |
|  | Partidul Dezvoltării și Consolidării Moldovei | 2          |            |            |            |            |            |            |            |
|  | Partidul Comuniștilor din Republica Moldova   | 1          |            |            |            |            |            |            |            |

### Localități înfrățite
- Șarhorod, Ucraina (1985)
- Botoșani, România (1990)
- Rozprza, Polonia (2015)
- Beclean, România (1918)
- Pâncota, România (2023)
- Vălenii de Munte, România (2023)

## Potențial turistic

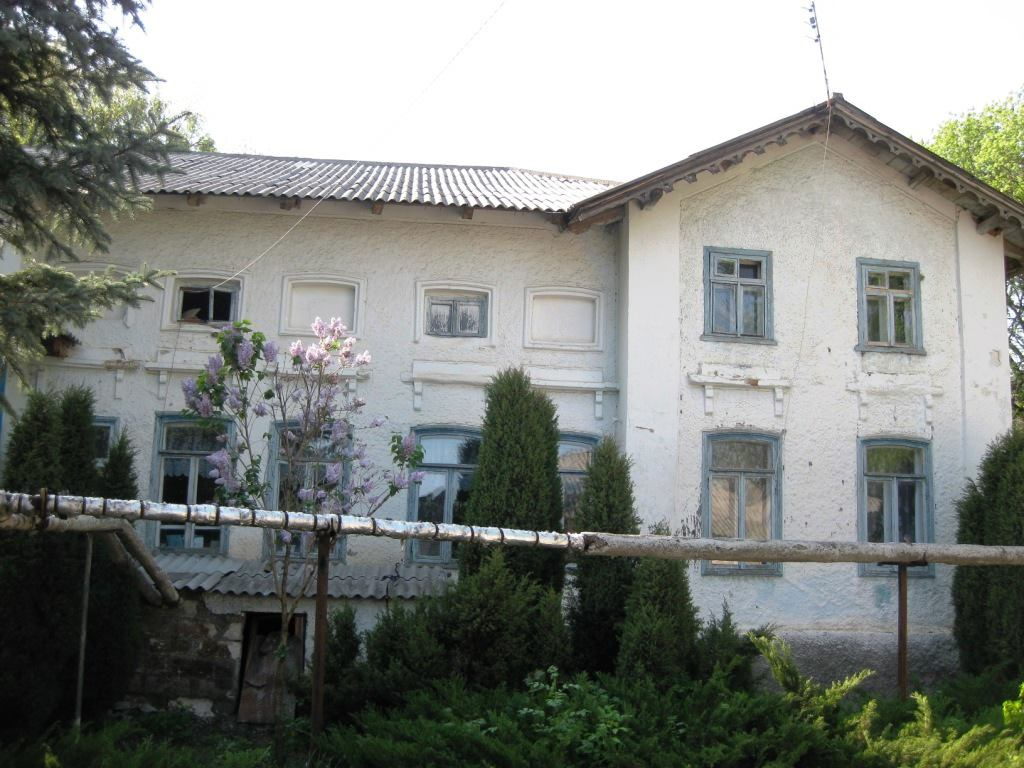
Conacul Ponsă, sfârșitul secolului al XIX-lea.

Inventarierea resurselor turistice(naturale și antropice) ale localității natale
Resurse antropice:
- Biserica Arhanghel Mihail. Preotul bisericii Pavel Cârlan își duce cu cinste misiunea de păstor al creștinilor. Grație lui au început lucrările de înălțare a noului lăcaș în oraș.
- Memorialul Gloriei  Ostășești sau Porțile Orașului a fost ridicat întru pomenirea pământenilor și ostașilor sovietici căzuți în cel de-al II – lea război mondial. A fost reconstruit în anul 2007, în urma unui act de vandalism.
- Monument ridicat în memoria pământenilor căzuți la datorie în războiul din Afganistan și conflictul armat de pe Nistru în vara anului 1992. Dezvelit cu onoruri militare la 16 martie 2003. Arhitect – Mihail Grigorișin.
- În acest oraș activează de mai mulți ani Centrul de creație a copiilor, care este cunoscut nu numai în Republica Moldova ci și peste hotarele ei. Directorul centrului Lidia Ștepa.
- Parcul.

Resurse naturale:
- Pădurea din apropierea orașului.
- Râul Glodeanca - izvorăște în satul Lupăria, raionul Rîșcani, la o altitudine de 165 m. Are o lungime de 29 km, suprafața bazinului e de 147 km2 și are o alimentație mixtă. Pe cursul râului Glodeanca, în perimetrul orașului a fost ridicat un baraj, formând un lac de acumulare.

## Personalități

### Născuți în Glodeni
- Iziaslav Ceaikovski (1939 – 2016), fizician, teoretician și profesor sovietic moldovean și israelian;
- Nicolae Chirtoacă (n. 1953), analist politic, politician și diplomat moldovean;
- Serghei Rogaciov (n. 1977), antrenor de fotbal și fost fotbalist moldovean;
- Valentina Șcerbani (n. 1988), scriitoare;
- Andrei Mahu (n. 1991), ruibist moldovean.